# Isis (Vorname)
Isis ist ein weiblicher Vorname. Er stammt von einer ägyptischen Göttin ab.

## Verbreitung
Im deutschsprachigen Raum wird der Name gelegentlich vergeben. In Deutschland von 2010 bis 2022 etwa 80 Mal, in Österreich von 1984 bis 2022 rund 30 Mal und der Schweiz von 1998 bis 2022 etwa 80 Mal. In Skandinavien, also Dänemark, Norwegen und Schweden wird er ebenfalls nachweislich genutzt. Außerdem kommt der Name in der Namensgebung von England, Frankreich, der Niederlande (hier von 2008 bis 2013 in den Top 100 Rängen), Portugal (hier von 2011 bis 2018 ebenso in den Top 100 Rängen) und den USA vor.

## Bekannte Namensträgerinnen
- Isis (15. Jh. v. Ch.), altägyptische Königsgemahlin
- Isis Gee (* 1972), US-amerikanisch-polnische Songwriterin
- Isis King (* 1985), US-amerikanisches Model und Modedesignerin
- Isis Krüger (1961–2017), deutsche Schauspielerin
- Isis Schabana (* 1974), deutsche Schauspielerin
- Isis Amareillle Sonkeng (* 1989), kamerunische Fußballspielerin
- Isis Taylor (* 1989), US-amerikanische Pornodarstellerin